# Chrionema pallidum
Chrionema pallidum är en fiskart som beskrevs av Parin, 1990. Chrionema pallidum ingår i släktet Chrionema och familjen Percophidae. Inga underarter finns listade i Catalogue of Life.